# Paul Davids
Paul Davids is een Nederlandse YouTube-gitarist die bekendheid onder gitaristen vergaarde door zijn online-gitaarlessen en filmpjes over gitaarspelen. Nadat hij zijn studie gitaar aan het Rotterdams Conservatorium in 2009 afrondde ging hij aan de slag als gitaardocent. Hij raakte echter teleurgesteld in het lesgeven. Voor de lol begon hij in 2015 gitaar-instructiefilmpjes te maken die hij op YouTube plaatste. De filmpjes trokken veel kijkers en zijn kanaal begon te groeien tot meer dan drie miljoen volgers, zijn video’s werden 362 miljoen keer bekeken en zijn best bekeken video werd meer dan 20 miljoen keer bekeken.
In 2018 haalde hij wereldwijd de media nadat hij erachter kwam dat een van de instrumentale tracks die hij had gemaakt door een Indiase zangeres als begeleidingstrack werd gebruikt voor een van haar songs, en ze een Indiase producer daarvoor had betaald. Hierdoor gaf Youtube hem een melding dat de rechten van zijn eigen compositie aan haar toebehoorden.
In december 2020 werd hij door lezers van website Music Radar op de eerste plaats gezet bij de verkiezing van de beste online gitaar-persoonlijkheid van 2020.
Samen met pianist Serge Dusault en zanger Parsa bracht Davids in de afgelopen jaren enkele tracks uit. Ook speelde hij gitaar op de Londense versie van Already Over van Mike Shinoda.

## Stijl
Davids’ filmpjes kenmerken zich door duidelijke uitleg over muziek en de subtiele humor die hij integreert in het filosoferen over muziektheorie of het leven als muzikant. Een veel terugkerend onderwerp zijn bekende songs die mensen muzikaal op het verkeerde been zetten, door bijvoorbeeld een verstopte harmonie, opmaat, accentverlegging, telverleggingen of een onduidelijke grondtoon. Ook reviewt hij soms gitaren en aanverwante apparatuur. Naast de filmpjes op zijn YouTube-kanaal heeft hij ook een online cursus voor gitaristen ontwikkeld.
Tot begin 2020 nam Davids zijn video’s op in een klein kamertje in zijn flat in Rotterdam dat als zijn homestudio gold. Rond maart 2020 verhuisde hij naar een groter huis met een aanbouw die hij tot zijn nieuwe studio verbouwde.

## Monterey Stratocaster controverse
Eind 2021 werd Davids uitgenodigd om bij een gitaarhandelaar in Londen op Jimi Hendrix' zogenaamde Monterey Stratocaster (de gitaar die Hendrix op het Monterey Pop Festival had gebruikt en naar verluidt Hendrix’ favoriete gitaar was) te spelen. Deze zou ter veiling worden aangeboden en moest naar schatting zo’n 10 miljoen dollar gaan opbrengen. In de weken na het publiceren van de video rezen er bij andere YouTubers twijfels over de echtheid van de gitaar. Er zat duidelijk een andere hals op dan op de film van het Montereyconcert en de beschadigingen leken net iets anders te zijn dan op de film; er zouden zelfs beschadigingen ontbreken. De verkoper trok daarop de veiling voorlopig in en Paul Davids wijzigde de titel van zijn video en gaf aan er niet langer zeker van te zijn dat dit daadwerkelijk Hendrix’ Monterey Strat was. In februari 2022 had Davids de gewraakte video onbereikbaar gemaakt. Volgens sommigen heeft Hendrix de Montereystrat op 13 augustus 1967 tijdens een concert in het Ambassador Theater in Washington DC in brand gezet en vervolgens kapotgeslagen.